# Lagarimano
Lagarimano (em latim: Lagarimanus) foi um oficial gótico do século IV, ativo durante o reinado do juiz tervíngio Atanarico. Aparece em 376, quando foi enviado junto de Munderico e outros oficiais de alta patente para observar o avanço das tropas dos hunos que pouco antes haviam derrotado os grutungos.